# IDEDOS
Az IDEDOS egy 6502 és 65816 assemblyben írt lemezkezelő operációs rendszer Commodore 64-re és SuperCPU64-ra, mely az IDE64 interfész kártyát vezérli. Legfontosabb feladata a ATA(PI)-s eszközök, mint például merevlemez, CD-ROM, DVD, LS-120 (A-drive), ZiP drive és Compact Flash a rendszerbe integrálása oly módon hogy azok azonos felületet mutassanak a tradicionális Commodore háttértároló eszközökkel.